# Eirik Lorentsen
Eirik Lorentsen (* 13. April 1988) ist ein ehemaliger norwegischer Skilangläufer.

## Werdegang
Lorentsen nahm von 2007 bis 2017 am Scandinavian Cup teil und wurde dabei im Februar 2012 jeweils Dritter bei den Sprintrennen in Albu und Madona. Beim Sprint in Jõulumäe ein Jahr später wurde er Zweiter. Seine besten Platzierungen bei Distanzrennen im Scandinavian Cup erreichte er mit jeweils Platz vier beim 15-km-Verfolgungsrennen in der freien Technik in Keuruu im Februar 2011, über 15 km klassisch im Februar 2012 in Albu sowie beim 20-km-Massenstartrennen in der klassischen Technik in Otepää im Februar 2014. In der Gesamtwertung des Scandinavian Cups erreichte er in der Saison 2011/12 Rang sechs und 2012/13 Platz neun.
Sein Debüt im Weltcup gab Lorentsen im März 2014 beim 50-km-Massenstartrennen im klassischen Stil am Holmenkollen in Oslo, bei dem er Platz 59 belegte. Dies war zugleich seine einzige Teilnahme am Weltcup.